# Icilius punctatus
Icilius punctatus is een vlokreeftensoort uit de familie van de Iciliidae. De wetenschappelijke naam van de soort is voor het eerst geldig gepubliceerd in 1879 door Haswell.